# Feliks Bolt
Feliks Bolt (ur. 7 stycznia 1864 w Barłożnie, zm. 7 kwietnia 1940 w Stutthofie) – polski duchowny katolicki, działacz i polityk polskiego ruchu narodowego w zaborze pruskim, a następnie w II Rzeczypospolitej.

## Życiorys
Był synem Józefa i Joanny z Gajkowskich. Uczył się w Collegium Marianum w Pelplinie i gimnazjum w Chełmnie, skąd został wydalony za działalność w tajnej organizacji filomackiej i oddany pod nadzór policji. Egzamin dojrzałości zdał w 1887 jako ekstern w gimnazjum w Chojnicach. Studiował teologię w Münster, Monachium i Pelplinie, gdzie w 1891 otrzymał święcenia kapłańskie. Od 1900 był związany z parafią w Srebrnikach (w 1929 został jej proboszczem). Dzięki jego staraniom został gruntownie odrestaurowany tamtejszy gotycki kościół.
Pracując jako wikary w Brusach nawiązał współpracę z pomorskim społecznikiem Stanisławem Sikorskim i w 1898 wspólnie zorganizowali masową spółkę "Kupiec". W 1900 był głównym organizatorem Centralnego Tow. Rolniczego dla Prus Zachodnich. W 1904 został członkiem Patronatu Związku Spółek Zarobkowych i Gospodarczych w Poznaniu i współpracownikiem ks. Piotra Wawrzyniaka. Był organizatorem wielu polskich spółek na Pomorzu, w tym spółek finansujących czasopisma "Pielgrzym" i "Gazeta Chojnicka". W latach 1897–1920 należał do Towarzystwa Naukowego w Toruniu. Był członkiem Ligi Narodowej.

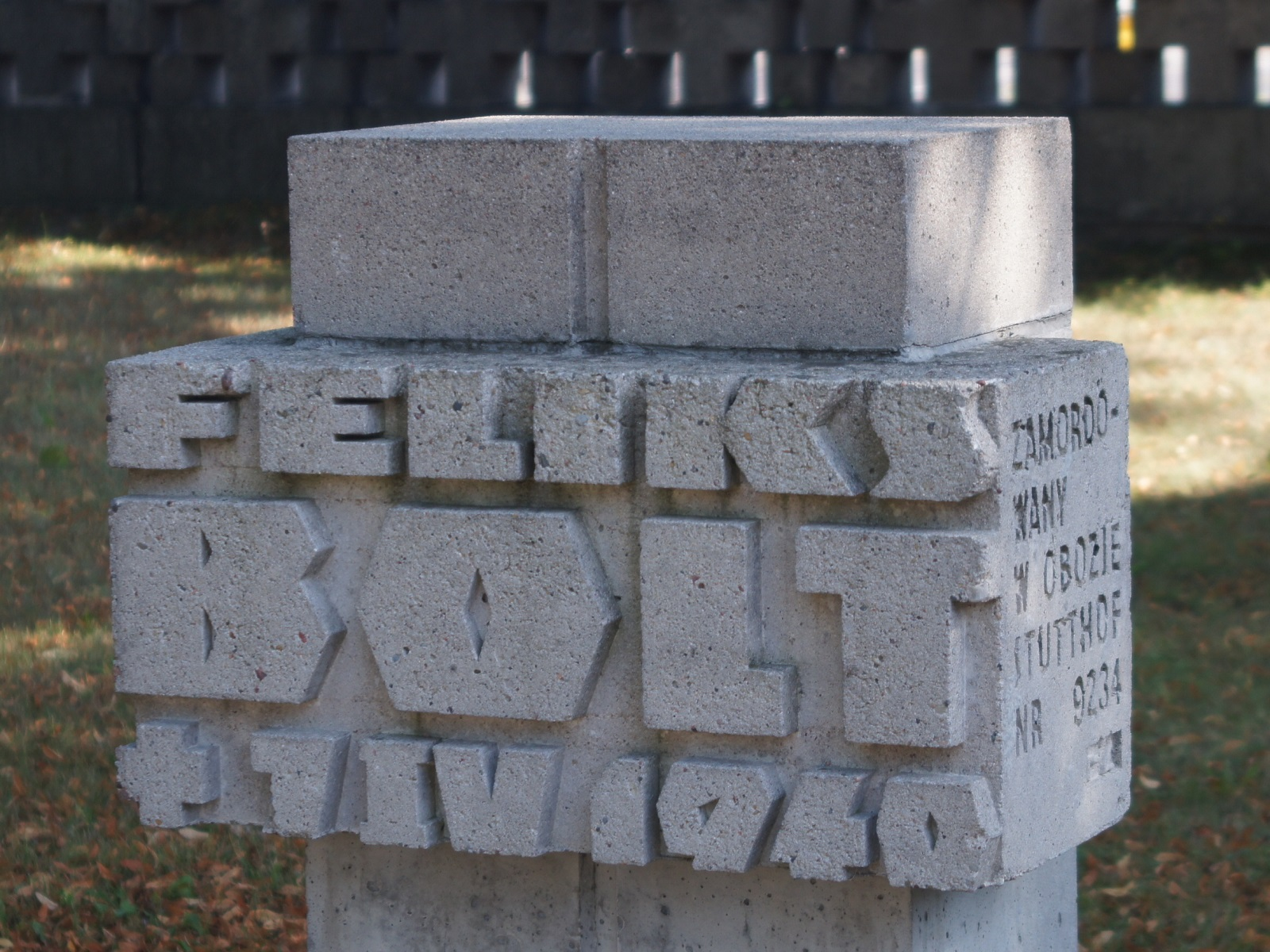
Nagrobek na cmentarzu na Zaspie

Od 1916 zaangażowany był w działalność tajnego Komitetu Międzypartyjnego i Naczelnej Rady Ludowej skupiających całość sił antyniemieckich w zaborze pruskim. Po odzyskaniu niepodległości przez Polskę był m.in. zastępcą komisarza w polsko-gdańskiej komisji granicznej w sprawie granic  Wolnego Miasta Gdańska. Posłował na Sejm Ustawodawczy (1919–1922), a następnie w latach 1922-1927 i 1930-1935 zasiadał w Senacie II RP (wicemarszałek od 11 grudnia 1930). Był członkiem honorowym Korporacji Akademickiej Baltia. Był członkiem zarządu okręgowego i Komitetu Głównego Stronnictwa Narodowego. 
Po wybuchu II wojny światowej, 24 października 1939 aresztowany przez gestapo w swojej parafii, więziony w Dębowej Łące i Chełmnie, a następnie 21 marca 1940 osadzony w obozie koncentracyjnym Stutthof (nr obozowy 9234), gdzie po kilkunastu dniach zmarł. Jego szczątki pochowano na cmentarzu na Zaspie w Gdańsku. 
Jest patronem Szkoły Podstawowej w Barłożnie.